# 利恩湖 (密歇根州)
利恩湖（英語：Lake LeAnn）是位於美國密歇根州希爾斯代爾縣薩默塞特鎮區的一個普查規定居民點。

## 人口
根據2020年美國人口普查的數據，利恩湖的面積為6.22平方千米，當中陸地面積為4.29平方千米，而水域面積為1.93平方千米。當地共有人口1571人，而人口密度為每平方千米252.57人。